# آریچوا (موکگوا-تاکنا)
آریچوا (به اسپانیایی: Arichua) یک کوه در پرو است که در منطقه موکگوا واقع شده‌است. آریچوا ۴٬۸۰۰ متر بالاتر از سطح دریا واقع شده‌است.